# Zitti tutti! Parlano loro
Zitti tutti! Parlano loro è stato un programma televisivo italiano andato in onda su Rai 1 condotto da Carlo Conti in cui si faceva un talk show dove i protagonisti erano tre bambini dai 4 agli 8 anni che parlavano di argomenti di attualità, musica ed argomenti giovanili. Esso era basato su un format americano della CBS nato nel 1995 intitolato Kids Say the Darndest Things ed è andato in onda per sei mesi dal 17 gennaio al 26 maggio 2000, riscuotendo molto successo in termini di ascolti e molte critiche.
In alcune puntate più lunghe fu chiesto di commentare diversi film animati mentre venivano mandati in onda (come In viaggio con Pippo).